# Zuberec
Zuberec és un poble i municipi d'Eslovàquia que es troba a la regió de Žilina, al centre-nord del país.

## Història
La primera menció escrita de la vila es remunta al 1593.

## Demografia
| Godina             | 1994 | 2004   | 2014   | 2024   |
| ------------------ | ---- | ------ | ------ | ------ |
| Nombre de persones | 1682 | 1814   | 1840   | 1928   |
| Diferència         |      | +7,84% | +1,43% | +4,78% |

| Godina             | 2023 | 2024   |
| ------------------ | ---- | ------ |
| Nombre de persones | 1945 | 1928   |
| Diferència         |      | −0,87% |